# Petaluma
Petaluma, selo Coast Miwok Indijanaca, plemena iz porodice moquelumnan, koji se nalazilo oko dvije milje (3 kilometra) istočno od današnjeg grada Petaluma u okrugu Sonoma u Kaliforniji. Selo se nalazilo istočno od rijeke Petaluma.
Ime dolazi možda od péta lúuma, u značenju "hill backside", a odnosi se na niske brežuljke u dolini Petalume.